# Гнидівка
Гнидівка (рос. Гнидовка) — річка в Україні, у Романівському районі Житомирської області. Права притока Грабарки, (басейн Дніпра).

## Опис

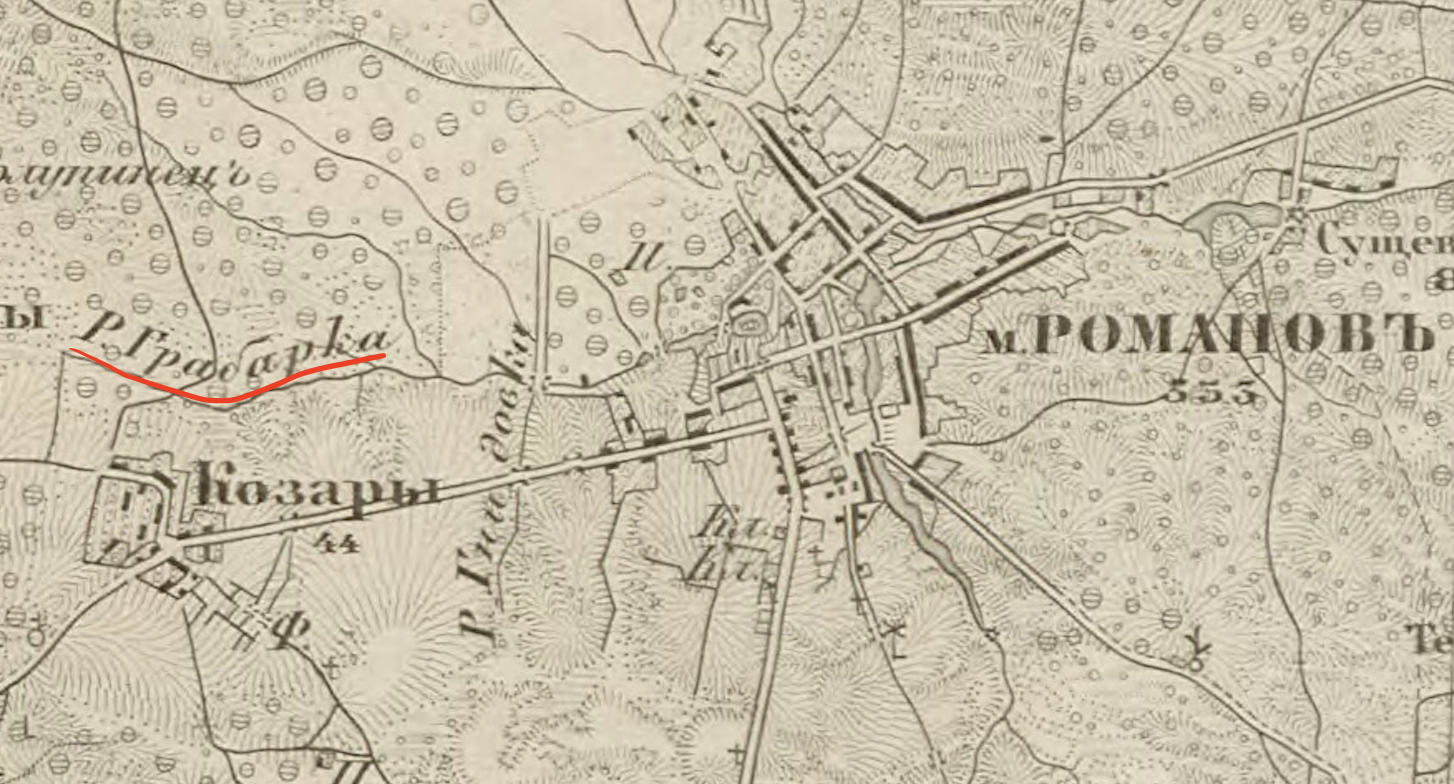
Річки Грабарка та Гнідовка на мапі 1867 року

Довжина річки приблизно 3,26 км, найкоротша відстань між витоком і гирлом — 2,90 км, коефіцієнт звивистості річки — 1,12. Частково каналізована.

## Розташування
Бере початок на північно-західній околиці села Врублівка. Тече переважно на північний схід і на південно-західній околиці селища Романів впадає в річку Грабарку, ліву притоку Лісової.
Населені пункти вздовж берегової смуги: Велика Козара.

## Цікавий факт
- У південній частині Романіва річку перетинає вулиця Сергія Лялевича[2].